# 伊奈貫太
伊奈 貫太 （いな かんた）は、日本の俳優・殺陣師。時代劇総合事務所六真企画所属。

## 人物・略歴
殺陣指導、乗馬指導の資格を持っている。師は宇仁貫三。
『地球攻撃命令 ゴジラ対ガイガン』で共演した薩摩剣八郎（中山剣吾）によれば、薩摩が日活に所属していた頃、伊奈は照明スタッフを務めていたが、いつの間にか俳優になっていたという。

## 出演作品

### 映画
- 地球攻撃命令 ゴジラ対ガイガン：キングギドラ（スーツアクター）[3][1][2]
- ハウス：擬闘
- EAST MEETS WEST：殺陣

### テレビ
- シルバー仮面ジャイアント（1972年、TBS / 宣弘社） - 怪獣・宇宙人（スーツアクター）
- アイアンキング（1972 - 1973年、TBS / 宣弘社） - ロボット・怪獣（スーツアクター）
- 荒野の用心棒 （1973年、NET / 三船プロ）
  - 第6話「鮮血は魔の谷を染めて…」
  - 第9話「女豹は黄金の嵐を呼んで…」
  - 第10話「兇悪の罠が欲望の野に仕掛けられて…」
  - 第11話「武器なき闘いに怒りをこめて…」
  - 第12話「群狼の宿に愛と死の花が散って…」
  - 第13話「必殺の剣が地平線に甦って…」
  - 第16話「烈風輸送隊に白馬が嘶いて…」
  - 第20話「城攻め必殺を狙って…」
  - 第21話「山峡に脱獄犯を追って…」
- 事件狩り（1974年）
- 大江戸捜査網 （12ch / 三船プロ）
  - 第186話「恐怖の人間標的」（1975年）
  - 第188話「怪盗お役者変化」（1975年）
  - 第190話「傷だらけの十手」（1975年）
  - 第193話「命預けた怨み節」（1975年）
  - 第194話「華やかな狙撃者」（1975年）
  - 第198話「地下に眠る美女」（1975年）
  - 第201話「必死の逃亡者」（1975年）
  - 第209話「足でかせいだ男」（1975年）
  - 第221話「十手に賭ける遊女秘話」（1975年）
  - 第226話「怒りの虚無僧狩り」（1976年）
  - 第229話「雪に舞う女必殺剣!」（1976年）
  - 第233話「恋に舞う非情の掟」（1976年）
  - 第236話「殺しの陰謀」（1976年）
  - 第237話「闇夜に咲いた夫婦花」（1976年）
  - 第241話「誇り高き父子鷹」（1976年）
  - 第243話「哀しみの子連れ唄」（1976年）
  - 第245話「牢破り無情」（1976年）
  - 第246話「必殺! 捨身の勝負」（1976年）
  - 第248話「緋牡丹に賭けた恋」（1976年）
  - 第250話「鈴の音が俺を呼んだ!」（1976年）
  - 第254話「身代り囚人の罠」（1976年）
  - 第257話「殺しを呼ぶ賽の目」（1976年）
  - 第260話「理由なき殺人」（1976年）
  - 第262話「隠密同心お吉銃弾に泣く」（1976年）
  - 第265話「殺し屋と少年」（1976年）
  - 第266話「夫婦花 無情の十手」（1976年）
  - 第370話「汚名に賭けた目明し無情」（1978年）
- 剣と風と子守唄（1975年、三船プロ）
- バトルホーク（1976年、12ch / 国際放映） - 殺陣
- 太陽にほえろ!
  - 第130話「鳩が呼んでいる」（1975年）
  - 第290話「執念」（1978年）
  - 第303話「お人好し」（1978年）
  - 第306話「ある決意」（1978年）
  - 第309話「危険な時期」（1978年）
  - 第325話「波止場」（1978年）
  - 第338話「愛と殺人」（1979年）
- 同心部屋御用帳 江戸の旋風IV 第19話「純情わらじばき」（1979年、CX / 東宝）
- 江戸の激斗（1979年）
- 大空港（1978年）
- 西遊記（1978年 - 1979年、NTV）
  - 第6話「悟空破門! 三妖怪の罠」
  - 第8話「悟空危うし! 鱗青魔王の逆襲」
  - 第9話「危うし三蔵! 妖女地湧夫人」
  - 第10話「哀しき王妃 二人の玄奘」
  - 第11話「夜と昼の妖怪夫婦」
  - 第12話「御三家妖怪追放作戦」
  - 第11話「恋地獄 なめくじ妖怪」
  - 第14話「地震妖怪! なまず魔王の謎」
  - 第17話「幻妖術師 青竜将軍」
  - 第18話「バッタ女王 消えた幻の湖」
  - 第20話「猛吹雪! 三蔵狂乱」
  - 第23話「女人国 八戒が妊娠!?」
- 熱中時代 刑事編 第20話「荒野の熱中ガンマン」（1979年） - 利根保
- ザ・ハングマン：技斗
- 暁に斬る!（1982年）
- ZIPANG
- ABOUT
- 北條早雲
- 落葉
- 無頼平野
- 鞍馬天狗（2008年）